# Карелова, Галина Николаевна
Гали́на Никола́евна Каре́лова (род. 29 июня 1950, Нижняя Салда, Свердловская область, РСФСР, СССР) — общественный и политический деятель, Заместитель Председателя Совета Федерации (2014 — 2023). С сентября 2023 года — первый заместитель председателя Комитета Совета Федерации по федеративному устройству, региональной политике, местному самоуправлению и делам Севера.  По образованию — инженер-экономист. Кандидат экономических наук, доктор социологических наук, профессор гендерной социологии. Опубликовала свыше 150 работ по экономическим, социальным и политическим проблемам.
Из-за вторжения России на Украину, находится под персональными международными санкциями 27 стран ЕС, Великобритании, США, Канады, Швейцарии, Австралии, Украины, Новой Зеландии.

## Биография
Родилась 29 июня 1950 г. в городе Нижняя Салда Свердловской области.
Среднюю школу окончила с золотой медалью. После школы, в 1967 г. поступила в Уральский политехнический институт имени Кирова. Училась на инженерно-экономическом факультете. В 1972 году окончила вуз, получив образование по специальности «инженер-экономист».

### Научная карьера
После окончания института осталась в нём в качестве сотрудника, в то же время работала экономистом на Свердловском заводе РТИ (резиновых технических изделий). С 1973 по 1985 год — в Уральском политехническом институте им. Кирова: ассистент, аспирант, старший преподаватель, доцент кафедры политической экономии. В 1978 году окончила аспирантуру УПИ им. С. М. Кирова с защитой диссертации «Рабочий день и механизм взаимосвязи его использования с эффективностью общественного труда в условиях развитого социализма».
В период с 1977 по 1990 год активно участвовала в создании Свердловского Молодёжного жилого комплекса № 1 (МЖК), одного из первых в СССР. Была автором социального проекта МЖК и 13 лет являлась заместителем председателя оргкомитета МЖК. Её работа в этом направлении отмечена двумя золотыми и тремя серебряными медалями ВДНХ. Вместе с коллективом создателей МЖК она стала лауреатом премии Ленинского комсомола.
С 1985 по 1992 — доцент кафедры политической экономии Института повышения квалификации Уральского государственного университета им. М. Горького.

### Совет народных депутатов Свердловской области
В 1989 г. коллектив Свердловского МЖК выдвинул Г. Н. Карелову кандидатом в депутаты Свердловского областного Совета народных депутатов. В марте 1990 состоялись очередные выборы Свердловского областного Совета народных депутатов XXI созыва. Карелова была избрана депутатом. В областном совете возглавляла сначала комитет по социальной политике, затем инновационный комитет. С 1992 по 1993 — заместитель председателя Свердловского облсовета. В ноябре 1993 Карелова сложила с себя депутатские полномочия.

### Совет Федерации
12 декабря 1993 состоялись выборы в Совет Федерации I созыва. Была избрана по Свердловскому двухмандатному избирательному округу № 66 (Свердловская область). Она набрала 45 % голосов и заняла второе место после Эдуарда Росселя (59 %). Оба баллотировались как беспартийные. С января 1994 по январь 1996 год была депутатом Совета Федерации Федерального Собрания Российской Федерации, являлась председателем Комитета по социальной политике. Приоритетными направлениями её деятельности стали разработка национальной социальной доктрины, вопросы социального обеспечения населения, женского движения.

### Государственная дума
С 1996 по 1997  Г. Н. Карелова — депутат Государственной думы, председатель подкомитета по международному гуманитарному, научному и культурному сотрудничеству Комитета ГД по международным делам. 19 июня 1997 года сложила полномочия депутата в связи с назначением на должность заместителя Министра труда и социального развития Российской Федерации.

### Министерство труда и социального развития
С 1997 года — заместитель, а с 2000 — первый заместитель Министра труда и социального развития Российской Федерации. На этом посту активно занималась проблемами защиты прав женщин и детей. Была координатором президентской программы «Дети России», благодаря которой созданы условия для решения проблем неблагополучия детей, и, прежде всего, реабилитации детей-инвалидов, социальной помощи беспризорным и безнадзорным детям. При её участии открыто представительство детского фонда ЮНИСЕФ и проведён пилотный проект по введению института уполномоченного по правам ребёнка в регионах страны.
Карелова сотрудничала с неправительственными организациями, занимающимися проблемами детей, женщин, ветеранов, инвалидов.
С 1993 по 1998 она президент Уральской ассоциации женщин, с 1994 по 2003 — президент Конфедерации деловых женщин России. В течение 1997—2003 гг. руководитель постоянно действующего «Круглого стола» женских неправительственных организаций России.
Она возглавляла многие правительственные делегации по проблемам детей, женщин, демографии. В 1999 году защитила докторскую диссертацию «Гендерная адаптация: структурные и процессуальные аспекты на примере анализа адаптации российских женщин в условиях социальной реформации 90-х гг. XX века».

### Заместитель председателя правительства РФ
С апреля 2003 по март 2004 являлась заместителем Председателя Правительства Российской Федерации по социальным вопросам. Была координатором Российской трёхсторонней комиссии по регулированию социально-трудовых отношений при Правительстве Российской Федерации. В центре внимания проблемы социально-трудовых отношений, социального страхования, социальной защиты населения, молодёжной политики, ветеранов, материнства и детства.

### Фонд социального страхования
В марте 2004 была назначена первым замглавы Минтруда на период преобразования Минздрава и Минтруда в единое министерство здравоохранения и социального развития РФ. Однако уже 14 апреля 2004  приказом премьер-министра правительства РФ Михаила Фрадкова она была снята с занимаемой должности и назначена председателем Фонда социального страхования РФ (ФСС). На этой должности она сменила Юрия Косарева, который руководил структурой с ноября 1996 года.
Занимала должность по декабрь 2007 года.

### Государственная дума
2 декабря 2007 избрана депутатом Государственной думы Федерального Собрания Российской Федерации 5 созыва, была членом фракции «Единая Россия», заместителем председателя Комитета ГД по бюджету и налогам.
4 декабря 2011 избрана депутатом Государственной думы Федерального Собрания Российской Федерации 6 созыва, член фракции «Единая Россия», первый заместитель председателя Комитета ГД по труду, социальной политике и делам ветеранов.

### Совет Федерации
22 сентября 2014  делегирована в Совет Федерации представителем Правительства Воронежской области. На первом заседании новой сессии Совета Федерации избрана Заместителем Председателя палаты.
Член Генерального совета ВПП «Единая Россия».
Автор и соавтор 25 законов, в том числе в области социальной защиты.
Действительный член Академии информационных процессов и технологий.

## Международные санкции
Из-за поддержки российской агрессии и нарушения территориальной целостности Украины во время российско-украинской войны находится под персональными международными санкциями разных стран.
9 марта 2022 г., на фоне вторжения России на Украину, внесена в санкционный список всех стран Европейского союза так как она голосовала за ратификацию договоров о дружбе с самопровозглашёнными ЛНР и ДНР.
23 марта 2022 внесена в санкционный список Канады «соратников режима» за содействие в нарушения суверенитета и территориальной целостности Украины.
30 сентября 2022 внесена санкционный список Соединённых Штатов Америки «за аннексию Путиным регионов Украины» и одобрения закона о фейках. Государственный департамент отмечает что сенаторы «проголосовали за одобрение просьбы Путина о вводе войск в Украину, что послужило неоправданным предлогом для полномасштабного вторжения России в Украину».
По аналогичным основаниям, с 15 марта 2022 находится под санкциями Великобритании. С 16 марта 2022 года находится под санкциями Швейцарии. С 21 апреля 2022 года находится под санкциями Австралии. Указом президента Украины Владимира Зеленского от 7 сентября 2022 находится под санкциями Украины. С 3 мая 2022 года находится под санкциями Новой Зеландии.

## Семья
Замужем, имеет сына.

## Сведения о доходах и собственности
Согласно официальным данным на сайте Думы, Галина Карелова вместе с супругом получила в 2011 году доход в размере 2 млн 254 тыс. рублей. В собственности супругов находится одна квартира общей площадью 91,50 м².

## Награды
- Орден Почёта (29 июня 2000) — за большой вклад в развитие социальной защиты населения и многолетнюю добросовестную работу[12]
- Лауреат национальной премии общественного признания достижений женщин «Олимпия» Российской Академии бизнеса и предпринимательства[13] в 2001 г.
- Орден «За заслуги перед Отечеством» IV степени (29 июня 2005) — за большой вклад в проведение государственной социальной политики и многолетнюю добросовестную работу[14]
- Орден Дружбы (30 июля 2010) — за заслуги в законотворческой деятельности и многолетнюю добросовестную работу[15]
- Медаль «За трудовую доблесть» (1971)
- Медаль «За доблестный труд. В ознаменование 100-летия со дня рождения В. И. Ленина»
- Орден святой равноапостольной княгини Ольги III степени (РПЦ, 2005)[16]
- Благодарность Президента Российской Федерации (21 октября 2009) — за плодотворную законотворческую и общественную деятельность[17]
- Медаль «За укрепление парламентского сотрудничества» (Межпарламентская ассамблея СНГ, 26 ноября 2015) — за особый вклад в развитие парламентаризма, укрепление демократии, обеспечение прав и свобод граждан в государствах — участниках Содружества Независимых Государств[18]
- Медаль «МПА СНГ. 25 лет» (Межпарламентская ассамблея СНГ, 27 марта 2017) — за заслуги в деле развития и укрепления парламентаризма, за вклад в развитие и совершенствование правовых основ функционирования Содружества Независимых Государств, укрепление международных связей и межпарламентского сотрудничества[19]
- Почётный знак Воеводы Семена Сабурова «Служение и долг» (22 июня 2020) — за безупречную государственную службу, большой личный вклад в решение стратегических задач социально-экономического развития Воронежской области и в связи с 70-летием со дня рождения
- Орден «За заслуги перед Отечеством» III степени (23 июня 2020) — за большой вклад в развитие парламентаризма, активную законотворческую деятельность и многолетнюю добросовестную работу[20]
- Медаль Столыпина П. А. I степени (16 июля 2020) — за заслуги в законотворческой деятельности, направленной на решение стратегических задач социально-экономического развития страны[21]
- Орден «За заслуги перед Отечеством» II степени (21 мая 2025) — за большой вклад в развитие парламентаризма, активную законотворческую деятельность и многолетнюю добросовестную работу[22]